# Rhododendron dignabile
Rhododendron dignabile är en ljungväxtart som beskrevs av John Macqueen Cowan. Rhododendron dignabile ingår i släktet rododendron, och familjen ljungväxter. Inga underarter finns listade i Catalogue of Life.